# Hoanarao
Hoanarao, ili  'narod s crnih voda'  (gente de las aguas negras; prema boji rijeke), su jedno od glavnih podplemena Guarau ili Warrau Indijanaca s delte Orinoca, naseljeni uz rijeku Winikina. Prema Heinenu (1972) njihovo podpleme Winikina pripada istoj plemenskoj skupini kao i Arawabisi s istoimene rijeke i Zajedno s Mariusama nastanjuju centralnu deltu Orinoca.